# Pitydiplosis packardi
Pitydiplosis packardi är en tvåvingeart som först beskrevs av Ephraim Porter Felt 1918.  Pitydiplosis packardi ingår i släktet Pitydiplosis och familjen gallmyggor.
Artens utbredningsområde är New York. Inga underarter finns listade i Catalogue of Life.